# قبعة سباحة
قَلَنسُوَة السباحة أو قبعة السباحة أو طاقية السباحة هي قبعة ضيقة ولصوقة، وعادة ما تصنع من السيليكون أو اللثى أو الليكرا، يرتديها السباحون التنافسيون والترفيهيون.